# Función trascendente
Una función trascendente es una función que no satisface una ecuación polinómica cuyos coeficientes sean a su vez polinomios; esto contrasta con las funciones algebraicas, las cuales satisfacen dicha ecuación. Se dividen en trascendentes elementales y superiores. Las primeras son aquellas que pueden ser expresadas mediante una cantidad finita de operaciones de suma, resta, multiplicación, división, radicación, potenciación a exponentes constantes reales y logaritmación; ejemplos: {\displaystyle e^{x}}, {\displaystyle \log(x)}, {\displaystyle \ln(x)}, {\displaystyle \cos(x)}. El segundo grupo abarca aquellas en que no es posible lo anterior. Una función de una variable es trascendente si es independiente en un sentido algebraico de dicha división, lo que aporta cierto grado de complejidad.

## Funciones algebraicas y trascendentes
El logaritmo y la función exponencial son algunos ejemplos de funciones trascendentes. El término función trascendente a menudo es utilizado para describir a las funciones trigonométricas ya que también son funciones trascendentes, o sea el seno, coseno, tangente, cotangente, secante, y la cosecante.
Una función que no pertenece al conjunto de las funciones trascendentes se dice que es una función algebraica. Ejemplos de funciones algebraicas son las funciones racionales y la función raíz cuadrada.
La operación de calcular la función primitiva (o integral indefinida) de una función algebraica es una fuente de funciones trascendentes. Por ejemplo, la función logaritmo surgió a partir de la función recíproca en un intento para calcular el área de un sector hiperbólico. Por lo tanto el ángulo hiperbólico y las funciones hiperbólicas senh, cosh, y tanh son todas funciones trascendentes.
En álgebra diferencial se estudia cómo a menudo la integración crea funciones independientes en un sentido algebraico de una cierta clase tomada como standard, como por ejemplo cuando se consideran polinomios en los cuales las variables son funciones trigonométricas.

## Ejemplos
Ejemplo de funciones trascendentes son:
{\displaystyle f_{1}(x)=x^{\pi }}
{\displaystyle f_{2}(x)=c^{x},\ c\neq 0,1}
{\displaystyle f_{3}(x)=x^{x}}
{\displaystyle f_{4}(x)=x^{\frac {1}{x}}}
{\displaystyle f_{5}(x)=\log _{c}x,\ c\neq 0,1}
{\displaystyle f_{6}(x)=\sin {x}}
Nótese que en el caso particular de ƒ2 si a «c» se le asigna el valor e, la base del logaritmo natural, entonces resulta que ex es una función trascendente. De manera similar, si a c se le asigna el valor e en ƒ5, entonces resulta ln(x), el logaritmo natural, que es una función trascendente.